# Realtek
Realtek Semiconductor (кит. 瑞昱半導體股份有限公司) — компания, занимающаяся разработкой интегральных микросхем, но не имеющая собственных производственных мощностей. Штаб-квартира расположена в Научном парке Синьчжу (уезд Синьчжу, Тайвань).

## История
Компания была основана в октябре 1987 года шестью инженерами отдела разработки микросхем UMC; в качестве логотипа был выбран краб. В 1993 году компанией был разработан контроллер Ethernet. В 1995 году была куплена калифорнийская компания Avance Logic, её разработки стали основой подразделения звуковых и мультимедийных контроллеров. В 1998 году акции Realtek были размещены на Тайваньской фондовой бирже. К началу 2000-х годов оборот компании достиг 10 млрд новых тайваньских долларов (около 500 млн долларов США), она занимала значительную долю на мировом рынке контроллеров сетевого интерфейса (линия RTL8139), модулей аудиокодеков и контроллеров мильтимедиа, также разрабатывала другие типы микросхем.

## Продукты
Продукция Realtek включает:
- Ethernet-адаптеры и контроллеры[6][7];
- модули Bluetooth
- звуковые кодеки High Definition Audio;
- высоковольтные усилители звука;
- кардридеры;
- контроллеры USB-концентраторов/разветвителей;
- контроллеры беспроводных локальных сетей;
- контроллеры твердотельных накопителей;
- контроллеры ЖК-мониторов;
- видеопроцессоры для телевизоров.

Компания является бесфабричной, изготовление микросхем осуществляют компании TSMC, United Microelectronics Corporation и другие, сторонние компании занимаются также корпусированием и тестированием готовых продуктов. По состоянию на 2022 год Realtek была 7-й крупнейшей в мире компанией по разработке микросхем.
Выручка компании за 2022 год составила 111,8 млрд новых тайваньских долларов (3,64 млрд долларов США), из них на Тайвань пришлось 44 %, на остальную Азию — 55 %. Основными клиентами компании являются производители компьютеров, материнских плат, сетевого оборудования и мультимедийных устройств.

## Фотогалерея

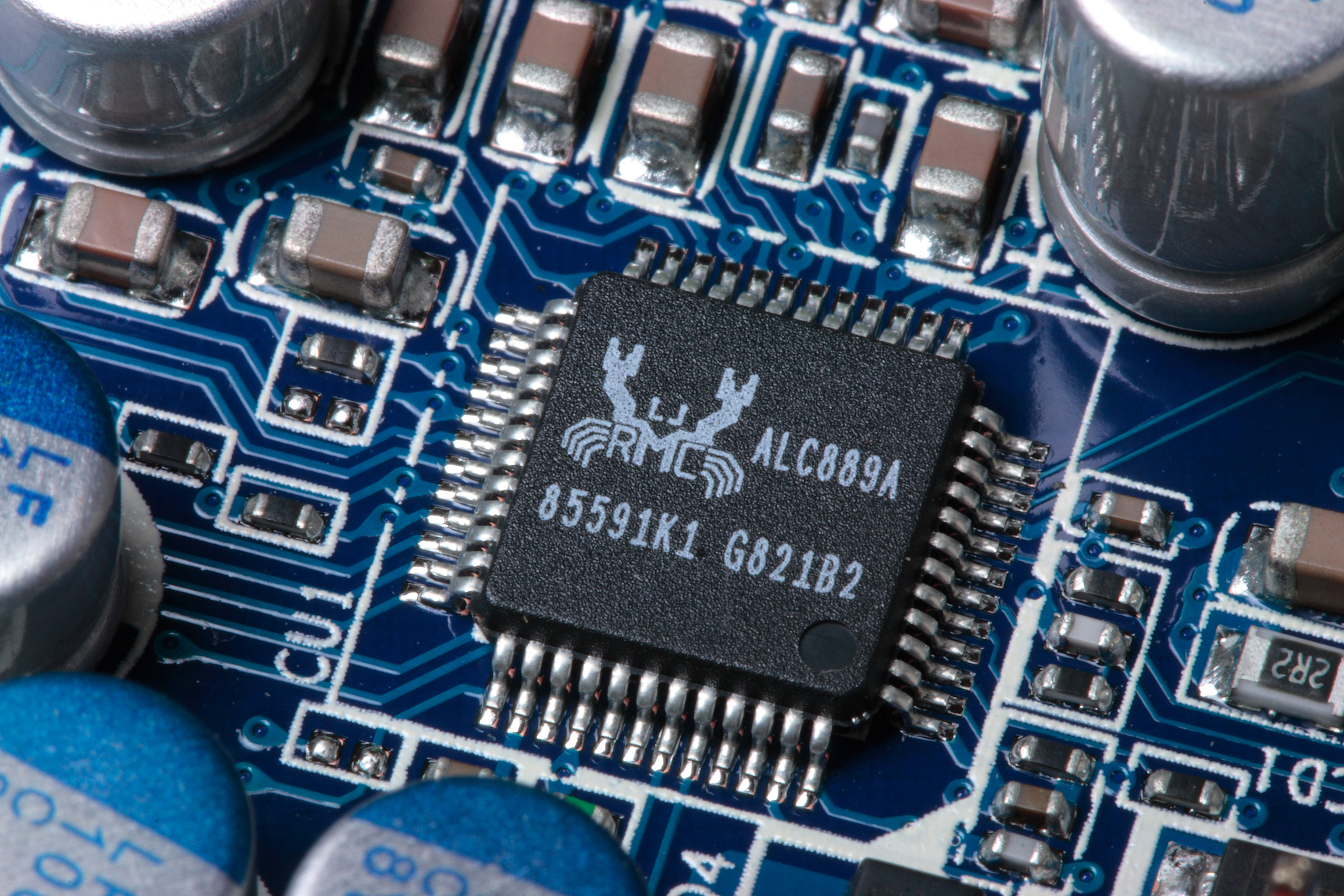
High Definition Audio кодек на материнской плате
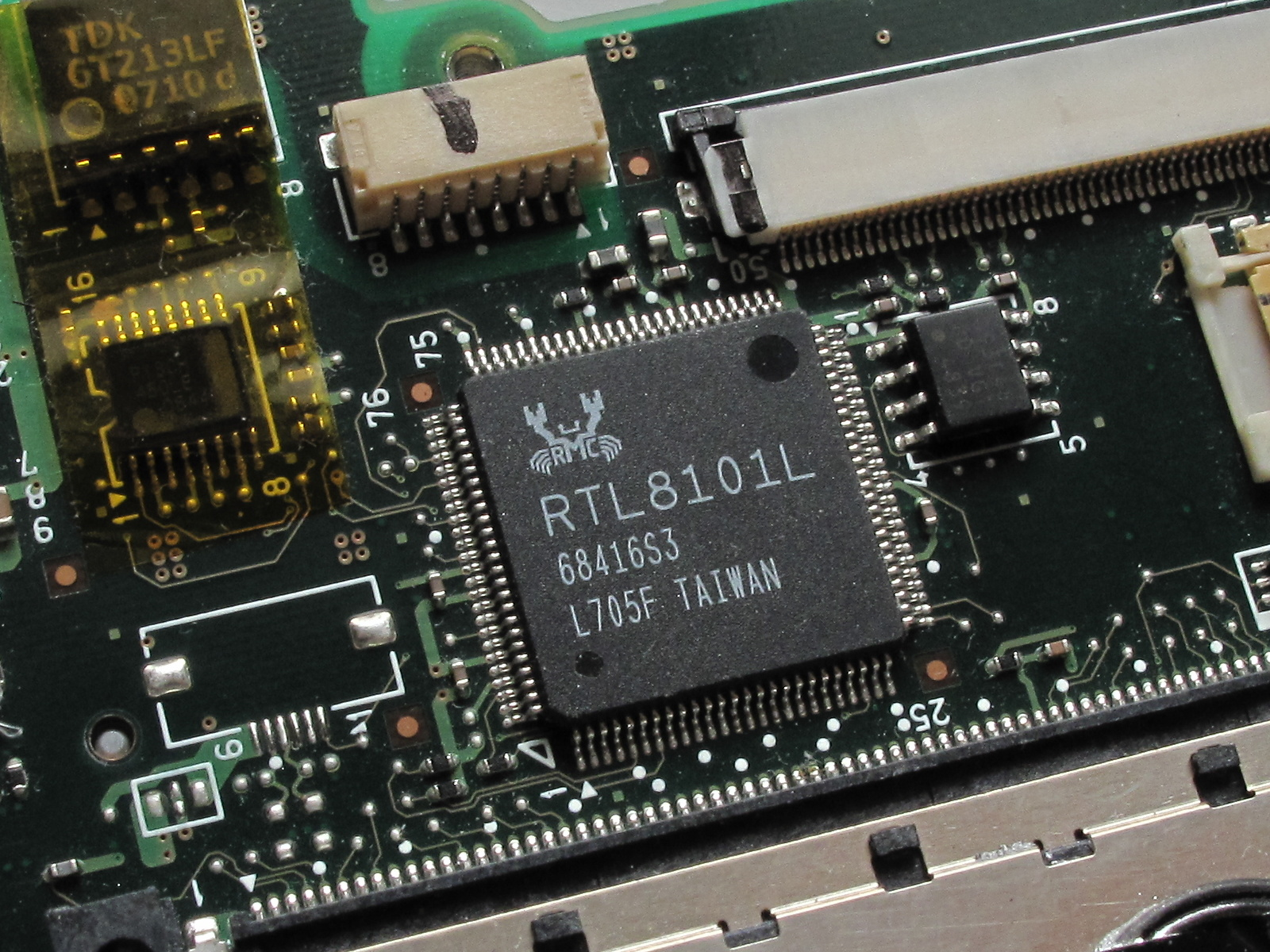
Контроллер Ethernet
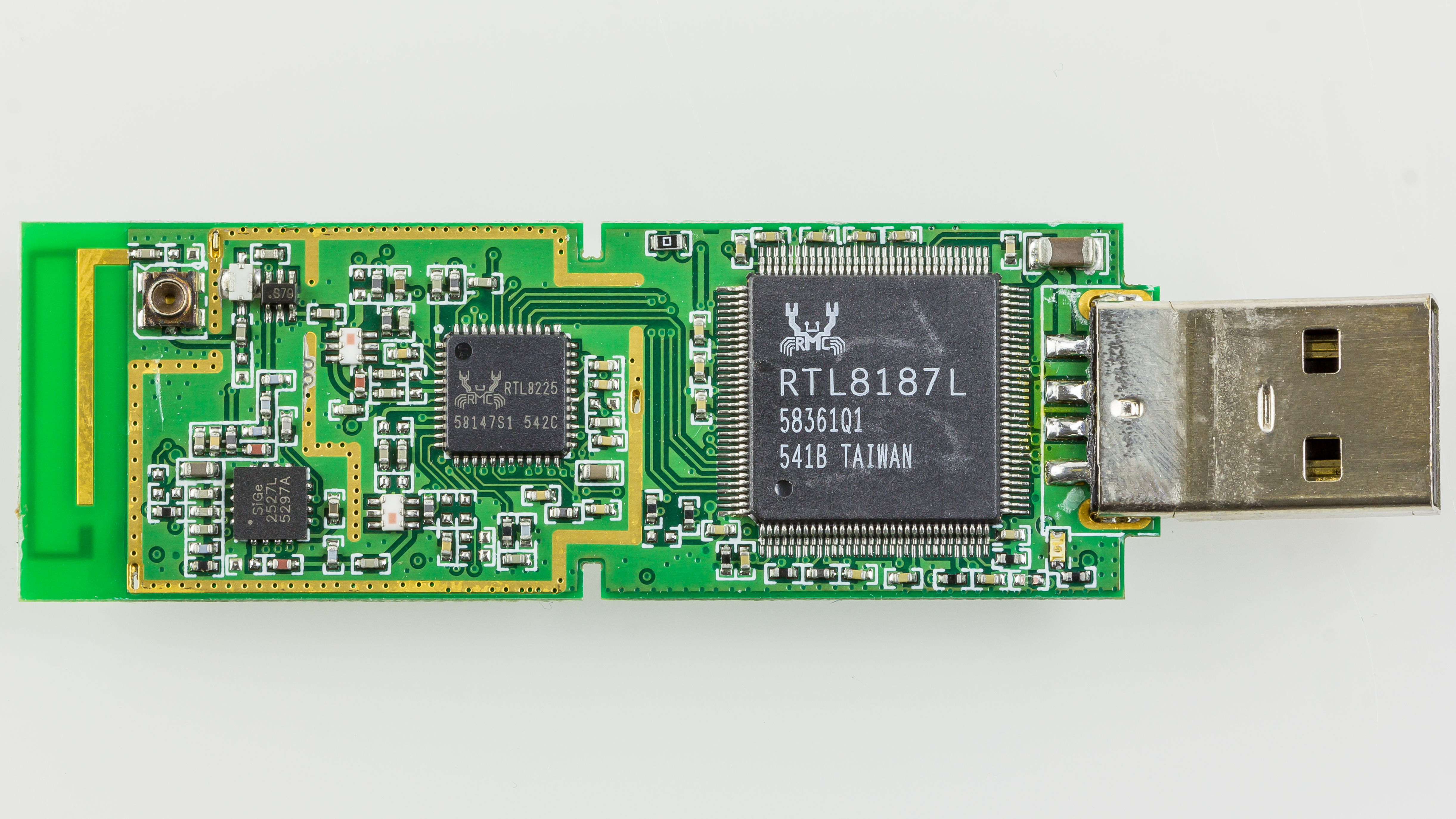
Wi-Fi USB-адаптер на базе контроллера Realtek